# Giuseppe Cipriani
Giuseppe Cipriani (* 9. Juni 1965) ist ein italienischer Automobilrennfahrer und Unternehmer. Er trat von 2010 bis 2015 in der Auto GP an. 2016 fuhr er in der Formel V8 3.5.

## Karriere im Motorsport
Cipriani begann seine Motorsportkarriere 1988 in der Barber Saab Pro Series, die er auf dem zehnten Platz beendete. 1989 wechselte er für zwei Jahre in die italienische Formel-3-Meisterschaft und trat zu insgesamt elf Rennen an. Er blieb ohne Punkte.
Nachdem Cipriani seine aktive Motorsportkarriere 1991 zunächst beendet hatte, gründete er den in Italien ansässigen Rennstall Il Barone Rampante, der von 1991 bis 1993 in der Formel 3000 antrat. Im Debütjahr gewann Ciprianis Team mehrere Rennen und stellte mit Alessandro Zanardi den Vizemeister des Jahres; danach fiel der Rennstall ab und stellte Mitte der Saison 1993 den Rennbetrieb ein. 
2008 kehrte Cipriani zunächst für zwei Rennen der Formel Palmer Audi in den Motorsport zurück. Anschließend nahm er darüber hinaus an drei Rennen der Formel-Palmer-Audi-Herbstmeisterschaft teil. 2009 entschied sich der Italiener seine Motorsportkarriere im Alter von 43 Jahren fortzusetzen und startete die komplette Saison in der Formel Palmer Audi. Mit zwei neunten Plätzen als beste Resultate belegte er den 14. Gesamtrang. 2010 bestritt Cipriani seine zweite Saison in der Formel Palmer Audi und beendete die Saison mit einem sechsten Platz als bestes Resultat auf dem elften Gesamtrang. 
Nachdem Cipriani bereits beim letzten Rennwochenende der Saison 2010 für Durango in der Auto GP debütiert und in der Gesamtwertung den 26. Platz belegt hatte, wurde er 2011 von Durango für die komplette Saison unter Vertrag genommen. Während sein Teamkollege Giovanni Venturini mit Siegen 76 Punkte erzielte, erreichte Cipriani 2 Punkte. Er beendete die Saison auf dem 20. Platz der Fahrerwertung. 2012 wechselte Cipriani innerhalb der nun in Auto GP World Series umbenannten Serie zu Campos Racing. Auf dem Hungaroring lag er im Sprintrennen für einige Runden in Führung, schaffte es jedoch nicht, sich längerfristig in der Spitzengruppe zu halten. An diesem Wochenende erzielte er mit zwei sechsten Plätzen sein bisher bestes Auto-GP-Resultat. Er wurde 14. in der Fahrerwertung.
2013 blieb Cipriani in der Auto GP. Er erhielt ein Cockpit beim Ibiza Racing Team, einem neuen Rennstall, bei dem er zugleich Mitbesitzer war. Nach dem dritten Rennwochenende pausierte Cipriani aus gesundheitlichen Gründen bis zum Saisonende. Er lag auf dem 21. Gesamtrang. Darüber hinaus nahm er an zwei Rennen der Superstars Series teil und absolvierte Testfahrten der IndyCar Series für Dale Coyne Racing. 2014 fuhr Cipriani erneut für Ibiza Racing in der Auto GP. Mit einem dritten Platz beim Saisonauftakt erzielte er seine einzige Auto-GP-Podestplatzierung. In der Fahrerwertung wurde er Elfter. Darüber hinaus absolvierte er zwei Rennen der Euro V8 Series. In der Auto-GP-Saison 2015 bestritt Cipriani alle vier Rennen für das Ibiza Racing Team. Er wurde Siebter in der Meisterschaft. Darüber hinaus ging er zu Rennen der italienischen GT-Meisterschaft und der Boss GP an den Start.
2016 wechselte Cipriani zum Durango Racing Team in die Formel V8 3.5. Ein achter Platz war sein bestes Resultat und er wurde 17. in der Fahrerwertung.

## Persönliches
Zusammen mit seinem Vater Arrigo leitet er die Luxushotel- und Restaurantgruppe „Cipriani“.

## Statistik

### Karrierestationen
| - 1988: Barber-Saab-Pro-Series (Platz 10) - 1989: Italienische Formel 3 - 1990: Italienische Formel 3 - 2008: Formel Palmer Audi (Platz 28) - 2008: Formel Palmer Audi, Herbstserie (Platz 25) - 2009: Formel Palmer Audi (Platz 14) - 2010: Formel Palmer Audi (Platz 11) - 2010: Auto GP (Platz 26) | - 2011: Auto GP (Platz 20) - 2012: Auto GP (Platz 14) - 2013: Auto GP (Platz 21) - 2013: Superstars Series (Platz 21) - 2014: Auto GP (Platz 11) - 2014: Euro V8 Series (Platz 20) - 2015: Auto GP (Platz 7) - 2015: Italienische GT-Meisterschaft, GT3 | - 2015: Boss GP, Formula (Platz 16) - 2016: Formel V8 3.5 (Platz 17) - 2017: World Series Formel V8 3.5 (Platz 15) - 2018: Blancpain GT Series Endurance Cup, Pro-Am (Platz 6) - 2018: International GT Open, GT3 ProAm (Platz 13) - 2019: International GT Open, GTAm (Meister) |

### Einzelergebnisse in der Formel V8 3.5 / World Series Formel V8 3.5
| Jahr | Team                | 1   | 2   | 3   | 4   | 5   | 6   | 7   | 8   | 9   | 10  | 11  | 12  | 13  | 14  | 15  | 16  | 17  | 18  | Punkte | Rang |
| ---- | ------------------- | --- | --- | --- | --- | --- | --- | --- | --- | --- | --- | --- | --- | --- | --- | --- | --- | --- | --- | ------ | ---- |
| 2016 | Durango Racing Team | ALC | ALC | HUN | HUN | SPA | SPA | LEC | LEC | SIL | SIL | SPI | SPI | MNZ | MNZ | JER | JER | CAT | CAT | 6      | 17.  |
| 2016 | Durango Racing Team | 13  | 13  | DNF | DNF | 9   | 8   | 13  | 13  | 11  | 12  | 13  | DNF | 13  | 11  | DNF | 15  | 12  | 14  | 6      | 17.  |
| 2017 | Il Barone Rampante  | SIL | SIL | SPA | SPA | MNZ | MNZ | JER | JER | ALC | ALC | NÜR | NÜR | MEX | MEX | COA | COA | BRN | BRN | 21     | 15.  |
| 2017 | Il Barone Rampante  | 11  | 9   | DNF | 12  | 10  | 8   | 10  | DNF | 10  | 10  | 12  | DNF | 10  | 6   | DNF | 9   |     |     | 21     | 15.  |